# Stenochlamys edgeworthii
Stenochlamys edgeworthii là một loài dương xỉ trong họ Davalliaceae. Loài này được Griff. mô tả khoa học đầu tiên năm 1849.
Danh pháp khoa học của loài này chưa được làm sáng tỏ. 